# Belavići (Marčana)
 Belavići   (olaszul: Bellavici) falu Horvátországban, Isztria megyében. Közigazgatásilag Marčanához tartozik.

## Fekvése
Az Isztria délkeleti részén, Pólától 21 km-re, községközpontjától 6 km-re északkeletre, a Pólából Labinba vezető főúttól 2 km-re keletre, a Raša-öböltől 2 km-re nyugatra fekszik.

## Története
Nevét egykori birtokosairól a Belavić családról kapta. 1880-ban 42, 1910-ben 54 lakosa volt. Lakói főként mezőgazdaságból (gabona, szőlő és olajbogyó termesztés), valamint állattartásból  éltek. Az első világháború után a falu Olaszországhoz került. A második világháború után Jugoszlávia része lett. Jugoszlávia felbomlása után 1991-ben a független Horvátország része lett. 2011-ben a falunak 37 lakosa volt. Egyházilag sokáig a barbani plébánia káplánja látta el szolgálatát, 1988-tól az újonnan alapított hreljići plébániához tartozik.

## Tomiszláv király koronájának legendája
A faluhoz kapcsolódik egy a horvát koronázási jelvényekhez kapcsolódó legenda. Eszerint amikor a 14. században elkeseredett harcok voltak a magyar trónudótlással kapcsolatban. Több jelölt is volt a trónra és minden pártnak megvolt a maga jelöltje. A horvátok azt tartották, hogy a közös királyt Szent István és Tomiszláv király koronájával is meg kell koronázni. A hajók, melyek Nápolyból a horvátok által támogatott királyjelöltet hozták, akit meg kellett volna koronázni összetalálkoztak az ellenséges jelölt erőivel és az a hajó, amely a jogart, a koronát és a kardot hozta a Raša-öbölben rejtőzött el. A legenda szerint ekkor az öböl részét képező Blaz nevű kis öblöcskében rejtették el a horvát koronázási jelvényeket, melyeknek attól fogva nyoma veszett. Háromszáz évvel később érdekes esemény történt az öbölhöz közel fekvő Belavići nevű faluban. A Velence által kinevezett helytartó adószedés céljából járta körbe az isztriai településeket és szokás szerint a helyi bírónak kellett vendégül látni őt, akit akkor Grgo Belavićnak hívtak. A bíró a látogatás hivatalos része után a helytartónak és kíséretének bőséges vacsorát adott. A vacsora után, amikor a vendégek a bor hatása alá kerültek a házigazda gyorsan kilopózott a házból és fején koronával, kezében jogarral, vállán palásttal tért vissza, hencegve elvonult a vendégek előtt, majd újra eltűnt. Másnap reggel amikor a vendégeknek derengeni kezdett ami az előző este történt helytartó kérdőre vonta a házigazdát a csodás esemény miatt, de az a pompás vacsorán kívül semmire sem emlékezett. Ezzel napirendre is tértek az események fölött és azt a bor hatásának tulajdonították, de máig tartja magát az a hit, hogy Tomiszláv király koronája még mindig ott rejtőzik valahol a kis Blaz-öbölben.

## Lakosság
| Lakosság változása | Lakosság változása | Lakosság változása | Lakosság változása | Lakosság változása | Lakosság változása | Lakosság változása | Lakosság változása | Lakosság változása | Lakosság változása | Lakosság változása | Lakosság változása | Lakosság változása | Lakosság változása | Lakosság változása | Lakosság változása |
| ------------------ | ------------------ | ------------------ | ------------------ | ------------------ | ------------------ | ------------------ | ------------------ | ------------------ | ------------------ | ------------------ | ------------------ | ------------------ | ------------------ | ------------------ | ------------------ |
| 1857               | 1869               | 1880               | 1890               | 1900               | 1910               | 1921               | 1931               | 1948               | 1953               | 1961               | 1971               | 1981               | 1991               | 2001               | 2011               |
| 0                  | 0                  | 42                 | 55                 | 60                 | 54                 | 0                  | 0                  | 79                 | 70                 | 61                 | 53                 | 30                 | 23                 | 27                 | 37                 |